# Mine (canção de Lil' Kim)
Mine (tradução portuguesa : Meu) é considerado o primeiro single da quarta mixtape de Lil' Kim, do album Lil Kim Season. Foi lançado em 18 de fevereiro de 2016 e apresenta versos do cantor americano Kevin Gates.

## Sobre
Em 3 de fevereiro de 2016, Kim anunciou através de redes sociais um novo single promocional em parceria com Kevin Gates nomeado "Mine", que foi lançado 15 dias depois. A arte da capa teve várias alterações até seu lançamento.
A versão de Mine no iTunes é mais longa, já em sua mixtape Lil Kim Season, o segundo verso de Kevin é cortado. A canção foi comprada por Kim, mas a música pertencia ao seu ex-parceiro Mr. Papers, que tinha como titulo My Girl.
Em 12 de maio de 2016, Kim fez sua primeira performance de Mine juntamente com outra faixa da mixtape, Cut It, no evento Toads Place em Connecticut.

## Faixas
| Edição padrão |                           |         |  |
| N.º           | Título                    | Duração |  |
| 1.            | "#Mine" (com Kevin Gates) | 4:42    |  |

## VideoClipe
Lil' Kim disse em sua entrevista à revista Rolling Stone que ela e Kevin Gates irão filmar um videoclipe para a música, mas não informou a data da realização.
O VideoLyrics de Mine alcançou 1,2 milhões de visualizações em 15 de Junho de 2016.

## Charts
| Chart (2016)                                      | Melhor posição |
| ------------------------------------------------- | -------------- |
| Estados Unidos - iTunes Top 100 Hip-Hop Songs     | 28             |
| Estados Unidos - Billboard Hot Digital Rap Charts | 15             |
| Estados Unidos - iTunes Charts in March           | 90             |

## Awards
A canção fez Lil' Kim ser indicada ao evento, e também tocou em seu vídeo de nomeação.
| Ano  | Award      | Categoria                  | Resultado |
| ---- | ---------- | -------------------------- | --------- |
| 2016 | BET Awards | Best Female Hip Hop Artist | Indicado  |